# Hyperdimension Neptunia
Hyperdimension Neptunia (яп. 超次元ゲイム ネプテューヌ Chōjigen Geimu Neputeyūnu) — серия японских ролевых игр, разработанная Idea Factory и изданная Compile Heart. Первая игра Hyperdimension Neptunia вышла в Японии, на платформе Playstation 3 19 августа 2010 года. Позже вышел ремейк первой части под названием Hyperdimension Neptunia Re;Birth 1, на платформе Playstation Vita 31 октября 2013 года, а затем на PC 28 января 2015 года. Затем вышли два продолжения первой игры, под названием Hyperdimension Neptunia Mk2 и Hyperdimension Neptunia Victory  и одно ответвление Hyperdimension Neptunia U: Action Unleashed для PS Vita  . Последняя игра под названием Hyperdimension Neptunia Victory II вышла 23 апреля 2015 года.
По мотивам игр, вышла аниме-адаптация, под названием Hyperdimension Neptunia: The Animation.

## Вселенная
Место действия игр происходят в вымышленном мире Геймидустрия (Игровая индустрия),  который разделён на четыре региона:  Луви, Ластейшен, Планептун и Линбокс. Каждый регион абсолютно отличается от других по внешности и атмосфере, с каждой представлением игровой консоли. В начале истории четыре богини борются друг с другом за шейр во время войны, известной как консольная война

## Состав
Hyperdimension Neptunia — первая игра серии, вышедшая 19 августа 2010 года в Японии на платформе PS3. 31 октября 2013 года в Японии вышел ремейк на платформу PlayStation Vita под названием Hyperdimension Neptunia Re;Birth1. 26 августа 2014 года переиздание вышло на территории США, через день, 27 августа 2014 года, в Европе. 28 января 2015 года ремейк официально вышел на PC в сервисе Steam.
Hyperdimension Neptunia Mk2 — вторая игра серии, выпущенная 18 августа 2011 года в Японии на платформе PS3. Является прямым продолжением первой части игры. 20 марта 2014 года в Японии на платформу PlayStation Vita вышел ремейк под названием Hyperdimension Neptunia Re;Birth2 Sisters Generation. 27 января 2015 года переиздание вышло на территории США, 6 февраля 2015 года в Европе. 29 мая 2015 года ремейк официально вышел на PC в сервисе Steam.
Hyperdimension Neptunia Victory — третья игра серии, выпущенная 30 августа 2012 года в Японии на платформе PS3. 18 декабря 2014 года в Японии на платформе PlayStation Vita вышел ремейк под названием Hyperdimension Neptunia Re;Birth3 V Generation. 30 июня 2015 года переиздание вышло на территории США, 3 июля 2015 года в Европе. 30 октября 2015 года ремейк официально вышел на PC в сервисе Steam.
Hyperdimension Neptunia Victory II — четвёртая игра серии, выпущенная 23 апреля 2015 года в Японии, на платформе PS4. 5 июля 2016 года официально вышла на ПК в сервисе Steam. Является продолжением Hyperdimension Neptunia Victory.
Hyperdimension Neptunia: Producing Perfection — первый спин-офф серии, выпущенный 20 июня 2013 года в Японии на платформе PlayStation Vita. В США вышел 3 июня 2014 года, в Европе 6 июня 2014 года.
Hyperdevotion Noire: Goddess Black Heart — второй спин-офф серии, выпущенный 29 мая 2014 года в Японии на платформе PlayStation Vita. В США вышел 24 февраля 2015 года, в Европе 27 февраля 2015 года. Официально вышел на ПК в сервисе Steam 26 апреля 2016 года.
Hyperdimension Neptunia U: Action Unleashed — третий спин-офф серии, выпущенный 28 августа 2014 года в Японии на платформе PlayStation Vita. В США вышел 19 мая 2015 года, в Европе 22 мая 2015 года. Официально вышел на ПК в сервисе Steam 21 марта 2016 года.
MegaTagmension Blanc + Neptune VS Zombies — четвёртый спин-офф серии, выпущенный 15 октября 2015 года в Японии на платформе PlayStation Vita. В США вышел 10 мая 2016 года, в Европе 13 мая 2016 года. Официально вышел на ПК в сервисе Steam 3 октября 2016 года.
Superdimension Neptune VS Sega Hard Girls - пятый спин-офф серии, выпущенный 26 ноября 2015 года в Японии на платформе PlayStation Vita. В США вышел 18 октября 2016 года, в Европе 21 октября 2016 года. Официально вышел на ПК в сервисе Steam 12 июня 2017 года.
4 Goddesses Online: Cyber Dimension Neptune - шестой и единственный спин-офф серии на PS4, повествующий о приключениях богинь в вымышленной MMORPG "4 Goddesses Online". В Японии игра вышла 9 февраля 2017 года после азиатского выпуска головоломки видеоигра на PS4 Puyo Puyo Tetris в то же время. 

### Ранобэ и манга
По мотивам игр серии была написана манга и названа Choujigen Game Neptune: Megami Tsuushin (яп. 超次元ゲイム ネプテューヌ ~めがみつうしん~) и начала выпускаться в ноябре 2010 года, в журнале Famitsu.
Кроме манги существует ранобэ, проиллюстрированный Баку, Микаги и названный для аниме-сериала Hyperdimension Neptunia: The Animation – Hello New World (яп. 超次元ゲイム ネプテューヌ THE ANIMATION, はろーにゅーわーるど) и начали выпускаться в июне 2013 года, в журнале Dengeki Maoh. Дополнительный спин-офф лайт-новеллы для аниме названа Hyperdimension Neptunia TGS Hono no Futsukakan была издана MF Bunko и выпущена 25 мая 2013 года.

### Аниме
По мотивам игр серии вышел также аниме-сериал, под названием Hyperdimension Neptunia: The Animation. Производством аниме занялась студия David Production, исполнительным директором был Масахиро Мукай.. 12 серий были показаны в Японии на канале Tokyo MX 12 июня 2013 года, затем были показаны на BS11,  KBS, Sun TV и tvk. В Северной Америке серии транслировались на канале Funimation.
Аниме-адаптация получила отзывы с похвалами за оригинальную историю и юмор, вращающийся вокруг видеоигры, и критику за использование мелодрамы.